# دليل شركات صناعة التبغ
يصف دليل شركات صناعة التبغ، أو الخطة الاستراتيجية للتبغ، أو ببساطة دليل المعلومات المضللة، استراتيجية وضعتها شركات صناعة التبغ في خمسينيات القرن العشرين للحفاظ على الإيرادات في مواجهة الأدلة المتزايدة على الروابط بين دخان التبغ والأمراض الخطيرة، وخاصة السرطان. جزء كبير من الدليل معروف بسبب وثائق شركات الصناعة التي نشرها للعامة المبلغون عن الأعمال غير القانونية أو نتيجة لاتفاقية تسوية التبغ الرئيسية. ينسق مشروع جامعة كاليفورنيا في سان فرانسيسكو لوثائق شركات صناعة التبغ الحقيقية حاليًا هذه الوثائق وهي مصدر أساسي لكثير من الشروحات عن دليل صناعة التبغ وأوجه التشابه بينها وبين التكتيكات المستخدمة في الصناعات الأخرى، ولا سيما صناعة الوقود الأحفوري. من الممكن أن يكون الدليل قد نشأ بالأصل مع شركات صناعة النفط.
أشارت مذكرات داخلية لآر جي آرنولد عام 1969 إلى أن «الشك هو منتجنا لأنه أفضل وسيلة للتنافس مع «جسد الحقيقة» الموجود في ذهن عامة الناس».
وثقت نعومي أوريسكس وإريك كونواي في كتابها «تجار الشك» الطريقة التي قامت بها شركات التبغ بحملة على مدى عدة عقود للتشكيك في الأدلة العلمية على الضرر الناجم عن منتجاتها، وأشارت إلى استخدام نفس التقنيات من قبل الصناعات الأخرى التي كانت منتجاتها الضارة أهدافًا للجهود التنظيمية والبيئية. غالبًا ما يرتبط ذلك بإنكار تغير المناخ الذي تروج له صناعة الوقود الأحفوري: استخدمت مجموعات الوقود الأحفوري مثل معهد البترول الأمريكي التكتيكات ذاتها للتشكيك بعلم المناخ منذ تسعينيات القرن العشرين وتم لاحقًا تجنيد بعض شركات العلاقات العامة والأفراد المشاركين ذاتهم في الادعاء بأن تدخين التبغ كان آمنًا ليهاجموا علم المناخ.

## التاريخ
بدأت الاستراتيجية في اجتماع أزمة بين المديرين التنفيذيين للتبغ في الولايات المتحدة وجون هيل، من شركة العلاقات العامة هيل ونولتون، في فندق نيويورك بلازا، في عام 1953، بعد تلخيص ريدرز دايجستس لمقال من كريستيان هيرالد بعنوان «السرطان عن طريق الكرتون»، الذي سلط الضوء على النتائج الناشئة لعلماء الأوبئة بمن فيهم ريتشارد دول وأوستن برادفورد هيل. أدى ذلك إلى نشر إعلان صريح عام 1954، وهو إعلان مصمم لإلقاء الشك على العلم الذي يوضح التأثيرات الصحية الخطيرة للتدخين.
وشملت التكتيكات:
- «الخوف وعدم اليقين والشك»، بما في ذلك تمويل الدراسات المصممة لتقويض الإجماع العلمي على الآثار الصحية للتبغ ووصف نتائج الضرر بأنها «علم زائف»؛
- الدعاية الشعبية الزائفة؛
- نقاط الضغط والحوار السياسي؛
- التأكيد على التنظيم الذاتي للصناعة والمسؤولية الشخصية.
- وثائق مثل العلوم السيئة: تم استخدام كتب مرجعية لنشر نقاط نقاش تهدف إلى التشكيك في الاستقلال العلمي والتدخل السياسي.[11]